# Júlia Traducta
Júlia Traducta (em latim: Iulia Traducta) foi uma cidade romana na Andaluzia, Espanha, onde hoje é a cidade de Algeciras.

## Identificação
O local onde ficava a cidade de Júlia Traducta tem sido bastante discutido pelos historiadores. A hipótese tradicional apontava a cidade de Júlia Traducta com a cidade de Tarifa, ou um lugar dentro dessa localidade. Segundo Plínio, a cidade ficava na Mauritânia, na costa africana. Estrabão, denominando-o de Júlia Ioza, fala que estava na costa mediterrânea da Hispânia Bética. Alguns historiadores chegaram a identificá-la com a cidade de Belo Cláudia na Bética.